# Gilbert Galland
Pour les articles homonymes, voir Galland.
Gilbert Galland, né Paul Numa Gilbert Galland le 25 février 1870 à Lyon 5e, et mort le 14 août 1950 à Saint-Eugène (aujourd'hui Bologhine en Algérie), est un peintre orientaliste français.

## Biographie
À Alger, en 1889, Gilbert Galland est l'élève d'Hippolyte Dubois, peintre nantais directeur des Beaux-Arts d'Alger de 1885 à 1909. Il aime peindre les bateaux, les ports et les scènes de vie. Avec son professeur, il est l'un des fondateurs de la Société des artistes orientalistes algériens en 1897. Il expose à la Société des beaux-arts d'Alger et également à Paris, où il présente des aquarelles : vues de Bretagne, de Marseille, de l'Extrême-Orient et de l'Algérie.
Il est l'ami de Gabriel Darbeda, architecte et professeur à l'École des beaux-arts d'Alger.
Gilbert Galland est nommé peintre de la Marine en 1900. La même année, il participe à la décoration du restaurant Le Train bleu de la Gare de Lyon à Paris avec La Vallée du Rummel pour le salon Tunisien, et Vue d'Alger pour le salon Algérien.
Avec Maxime Noiré, il se rend à Bou-Saâda, ville oasis surnommée « La Cité du Bonheur » ou « Porte du Désert », afin d'en relever les vues pour préparer le diorama algérien de l'Exposition universelle de 1900.
Il peint également des vues de Jérusalem et fera la décoration de nombreux paquebots pour les Compagnies maritimes. 
Il va guider les premiers pas d'artiste comme Jacques Gatti.
Gilbert Galland reçoit les Palmes académiques en 1901.

## Œuvres dans les collections publiques
- Paris, Gare de Lyon, restaurant Le Train bleu : peintures murales.

## Salons
- Salon de la Société des beaux-arts d'Alger
- Salon des artistes français à Paris
- 1911 : Salon d'Automne à Lyon

## Expositions
- Exposition universelle de 1900